# Tête colossale 4 de San Lorenzo
La tête colossale 4 (ou monument 4) est une tête colossale olmèque, découverte sur le site de San Lorenzo au Mexique en 1946.

## Caractéristiques
La tête colossale 4 est une sculpture de basalte, mesurant 1,70 m de hauteur pour 1,05 m de largeur et 1,02 m de profondeur ; elle pèse 6 t.
La sculpture représente le visage d'un homme d'âge mur, en ronde-bosse. La figure fronce les sourcils, ce qui est typique des têtes colossales, ses pommettes sont basses et son menton proéminent. Ses lèvres sont épaisses et légèrement entre-ouvertes. Contrairement à la plupart des autres têtes colossales, l'arrière de la sculpture n'est pas plat mais légèrement bombé.
Comme les autres têtes colossales, la figure est surmontée d'une coiffe complexe. Sur le côté droit, deux cordelettes descendent sur l'oreille jusqu'à la base du monument. Sur la gauche, trois cordelettes descendent verticalement sur l'oreille. Le bijou d'oreille n'est visible que sur le côté droit ; il est constitué d'un disque sans décoration.

## Historique
Aucune des dates de  fabrication de tête colossale n'a pu être définie avec précision. Toutefois, comme l'enterrement des têtes du site de San Lorenzo a pu être daté d'au moins 900 av. J.-C., cela démontre que leur fabrication et leur utilisation sont antérieures. On estime qu'elles dateraient de l'époque préclassique de la Mésoamérique, probablement du début de cette époque (1500 à 1000 av. J.-C.).
Les dix têtes colossales de San Lorenzo forment à l'origine deux lignes grossièrement parallèles du nord au sud du site,. Bien que certaines aient été retrouvées dans des ravines, elles étaient proches de leur emplacement d'origine et ont été ensevelies par l'érosion locale. Les têtes, ainsi qu'un certain nombre de trônes monumentaux en pierre, formaient probablement une route processionnelle à travers le site, mettant en évidence son histoire dynastique.
La tête colossale 4 est excavée en 1946 sous la direction de l'archéologue américain Matthew Stirling. Les têtes étant numérotées de façon séquentielle en fonction de leur découverte, la tête colossale 4 est la quatrième à avoir été trouvée sur le site de San Lorenzo. La sculpture n'est plus sur le site de San Lorenzo : elle est exposée depuis 1986 dans la salle 1 du musée d'anthropologie (es) de Xalapa, capitale de l'État de Veracruz,.
La sculpture est exposée deux fois aux États-Unis : en 1996, avec la tête colossale 8, elle est prêtée à la National Gallery of Art de Washington pour l'exposition Olmec Art of Ancient Mexico. En 2005, elle est exposée au musée de Young de San Francisco.
En octobre 2001, une réplique de la tête colossale 4, sculptée par Ignacio Perez Solano, est placée placée près de l'entrée du National Museum of Natural History sur Constitution Avenue, à Washington.